# バックビート (音楽用語)
バックビート（back beat）とは、ポピュラー音楽の大半の曲で使われる四分の四拍子の曲で使われるスタイル・テクニックで、二拍目、四拍目にアクセントを置くスタイルのこと。最も多くの場合は、スネアドラムで打たれる。「オフビート」、「アフタービート」、日本語では「裏打ち」とも言う。

## 概要
シンコペーションの形の1つで、一拍目と三拍目にアクセントを置くダウンビートとは違った緊張感や趣きを生み出す。付け加えると、ダウンビートとは表拍（強拍、下拍）のことであり、アップビートとは裏拍（弱拍、上拍）のことである。
このスタイルは、1940年代後半のリズム・アンド・ブルースのレコーディングの中で生み出されたのだといわれる。ロックンロールの形を特徴付ける最も重要な形式の1つで、多くの現代のポピュラー音楽・ポップスのスタイルとなっている。
最初にバック・ビートを明確に打ち出したレコードは、ドラマーのアール・パーマーが参加した1949年に録音された「The Fat Man」であるという。パーマーいわく、そのスタイルはデキシーランド・ミュージックからもってきたのだという。